# Церковь Воздвижения Святого Креста (Брест)
Церковь Воздвижения Святого Креста (бел. Касцёл Узвышэння Святога Крыжа) — католический храм в городе Брест, Белоруссия. Относится к Брестскому деканату Пинского диоцеза. Памятник архитектуры, построен в 1856 году в стиле классицизм. Включён в Государственный список историко-культурных ценностей Республики Беларусь (код 113Г000015). В храме проводятся органные концерты.

## История
Построен в 1856 году из кирпича в стиле классицизм по проекту архитектора Я. Фардона. Повреждён в Великую Отечественную войну, после войны был закрыт. В 1950—1957 годах восстановлен с капитальной перестройкой (изменены интерьеры, уничтожены башни главного фасада). После перестройки в здании разместился краеведческий музей. В 1990 годах возвращён Католической церкви. После реставрации, вернувшей зданию изначальный облик, храм был переосвящён и служит в качестве приходского.

## Архитектура

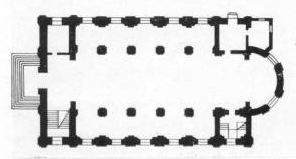
План католического храма

Воздвиженский храм — прямоугольное в плане здание, интерьер поделён восемью колоннами на три нефа. Полукруглая апсида завершает центральный неф, сбоку от алтарного пространства находится единственная ризница. Главный фасад расчленён по вертикали на три части пилястрами. Сверху фасад завершён аттиковой стенкой с треугольным контуром между двух прямоугольных в плане башен с арочными проёмами. Башни были восстановлены в 90-х годах XX века в ходе реконструкции костёла.

## Икона
Воздвиженский храм — место, где хранится одна из наиболее почитаемых католических икон Белоруссии — икона Богоматери Брестской. Икона представляет собой копию образа из римской базилики Санта-Мария-Маджоре. Возможно, икона была привезена из Рима митрополитом Ипатием Поцеем. Вскоре стала почитаться верующими чудотворной и привлекать паломников. Гетман Николай Потоцкий перенёс образ в часовню в Бресте, а в XIX веке после завершения строительства храма Воздвижения икона была перенесена туда.
После Великой Отечественной войны костёл был закрыт, а весь интерьер уничтожен. Икона была спрятана одним из прихожан и спасена от гибели, а с 1968 года помещена в единственную действовавшую в советский период католическую часовню Бреста. После возвращения верующим церкви Воздвижения икона была вновь торжественно перенесена в неё. Из 37 икон, украшавших церковь в довоенный период, уцелел лишь этот образ. В 1996 году икона была торжественно коронована кардиналом Казимиром Свёнтеком. Оклад иконы создан в XVII веке и имеет большую культурную ценность.

## Орган
В 2003 году немецкий теолог Адольф Хампель и его семья подарили брестскому костёлу орган. Гости из Германии оплатили не только сложную перевозку подарка, но и работу немецких и белорусских мастеров, занятых на установке уникального инструмента. Произошло это событие при посредничестве брестского музыкального общества, которое организует в храмовых стенах концерты органной музыки.